# Острикова, Татьяна Георгиевна
Татьяна Георгиевна Острикова (укр. Тетяна Георгіївна Острікова; род. 22 января 1979, Ровно) — украинский юрист, адвокат и политик. Народный депутат Украины в Верховной Раде Украины VIII созыва.

## Биография
В 1996 году окончила Специализированную среднюю школу № 15 города Ровно с углублённым изучением английского языка.
С 1997 по 2002 год училась в Национальном университете «Киево-Могилянская академия», где получила высшее юридическое образование по специальности «Правоведение» (диплом специалиста с отличием).
С 2002 по 2007 год занималась научной и преподавательской деятельностью, занимая должности ассистента, а затем старшего преподавателя кафедры отраслевых правовых наук факультета правовых наук Национального университета «Киево-Могилянская академия».
С 2003 по 2005 год работала юристом ООО «Инвестиционно-консалтинговая компания «Универсал-Контракт».
С 2005 по 2007 год занимала должность юриста, адвоката Адвокатского объединения «Волков и партнёры».
С 2007 года работала в отрасли дистрибуции IT и бытовой техники, занимала должность заместителя генерального директора.
С 2009 года — директор ООО «Юником-Истейт», которая является управляющей компанией в сфере недвижимости.
Народный депутат Украины в Верховной Раде Украины VIII созыва. Член фракции политической партии "Объединение «Самопомощь». Председатель подкомитета по вопросам таможенного дела и усовершенствования Таможенного кодекса Украины Комитета по вопросам налоговой и таможенной политики. Член Постоянной делегации в Парламентской ассамблее Организации по безопасности и сотрудничеству в Европе.
С 2004 года — член Ассоциации адвокатов Украины. Представитель коллективных членов Ассоциации предприятий информационных технологий.
Ассоциацией адвокатов награждена знаком «Лучший политик-юрист 2018».
Замужем, имеет двух сыновей.